# Las reglas del método sociológico
Las reglas del método sociológico es un libro de Émile Durkheim publicado por primera vez en 1895. Es reconocido como el resultado directo de los proyectos propios de Durkheim del establecimiento de la sociología como una ciencia social positivista. Durkheim es considerado como uno de los padres de la sociología, y este trabajo, su manifiesto de la sociología.

## Argumento
Durkheim distingue a la sociología de otras ciencias y justifica su razón de ser. La sociología es la ciencia de los hechos sociales. Durkheim propone dos tesis centrales, sin las cuales, la sociología no sería una ciencia:
1. Se debe tener un objeto específico de estudio. A diferencia de la filosofía o la psicología, el objeto de estudio de la sociología son los hechos sociales.
2. Se debe respetar y aplicar un método objetivo científico reconocido, lo más próximo posible a las ciencias exactas. Este método debe evitar a toda costa los prejuicios y juicios subjetivos.[5]

Este libro fue uno de los libros que definieron la nueva ciencia de la sociología. El argumento de Durkheim de que las ciencias sociales han de abordarse con el mismo método científico riguroso como se usa en las ciencias naturales fue considerada como revolucionaria para la época.
El libro se considera como un texto fundacional en la sociología y muy difundido en los cursos de teoría sociológica. Su significado todavía sigue siendo debatido por los sociólogos. El sociólogo británico Anthony Giddens, estudioso de la obra de Durkheim, publicó en 1976 un libro en diálogo con tales premisas, titulado Las nuevas reglas del método sociológico: crítica positiva de las sociologías interpretativas.

### Estudio de los hechos sociales
La preocupación de Durkheim es establecer la sociología como ciencia. Al defender un lugar para la sociología entre otras ciencias, escribió: "La sociología no es, entonces, un auxiliar de ninguna otra ciencia; es en sí misma una ciencia distinta y autónoma. Para darle a la sociología un lugar en el mundo académico y para asegurar que sea una ciencia legítima, debe tener un objeto que sea claro y distinto de la filosofía o la psicología. Argumentó: "Existe en toda sociedad un cierto grupo de fenómenos que pueden diferenciarse de los estudiados por las otras ciencias naturales. Con respecto a los hechos sociales, Durkheim los define de la siguiente manera:

Un hecho social es toda forma de actuar, fija o no, capaz de ejercer sobre el individuo una coacción externa; o de nuevo, toda forma de actuar que sea general en una sociedad dada, mientras que al mismo tiempo existe por derecho propio independiente de sus manifestaciones individuales.

Uno de los desafíos del libro es mostrar cómo las decisiones individuales y aparentemente caóticas son de hecho el resultado de un sistema más grande y estructurado, el patrón se mantiene unido por "hechos sociales".
La definición de hechos sociales ilustra el paradigma holístico en el que los hechos sociales de Durkheim se definen por dos características principales: son externos y coercitivos a los individuos. No solo representan el comportamiento, sino también las reglas que gobiernan el comportamiento y le dan significado. Los hechos sociales no solo han sido aceptados por la sociedad, sino que también han sido adoptados por la sociedad como reglas que eligen seguir.. La ley, el lenguaje, la moralidad y el matrimonio son ejemplos de ideales formados a través del pensamiento individual que se han manifestado en estas instituciones concretas que ahora debemos respetar. Los hechos sociales pueden ser restrictivos: si los individuos no actúan como les dictan, pueden enfrentarse a sanciones sociales. La naturaleza vinculante de los hechos sociales suele estar implícita, porque los individuos internalizan las reglas de la sociedad en el proceso de educación y socialización.
Durkheim distinguió dos tipos de hechos sociales: hechos sociales normales - que, dentro de una sociedad, ocurren regularmente y con mayor frecuencia - y hechos sociales patológicos - que son mucho menos comunes.

## Principios de sociología
Según Durkheim, los sociólogos, sin prejuicios, deben estudiar los hechos sociales como fenómenos reales y objetivos. Durkheim escribió: "La primera y más fundamental regla es: considerar los hechos sociales como cosas". Esto implica que la sociología debe respetar y aplicar un método científico objetivo reconocido, acercándolo lo más posible a las demás ciencias exactas. Este método debe evitar a toda costa el prejuicio y el juicio subjetivo. Además, Durkheim habla sobre los fenómenos sociales y cómo deben estudiarse. Durkheim escribió:

Los fenómenos sociales deben ser considerados en sí mismos, desprendidos de los seres conscientes que forman sus propias representaciones mentales de ellos. Hay que estudiarlos desde fuera, como cosas exteriores, porque es así como se nos presentan.